# ジャン・ブロ (弁護士)
ジャン・ブロ（Jean Belot, 生没年未詳）は、17世紀フランスの弁護士。ブロワの出身で、ルイ13世の治世下に枢密院の弁護士をつとめた。

## 人物
科学的な知識が（ラテン語以外の）日常的な言語で広く伝えられることに反対し、そうした知識は限られた人間のみが保持すべきだ、という考えを持っていた。このため、枢密院やアカデミー・フランセーズのメンバーらとも思想的に対立した。
彼の名は、その思想の発露である『ラテン語の弁護 Apologie de la langue latine. 』（パリ、1637年）を出版したことによって、（悪い意味で）広く知られることになった。これは60ページほどの小さな本であったが、全くの的外れな著書として当時話題となり、多くの嘲弄を浴びせられることになった。そうした反応の中では、ジル・メナージュが著した風刺詩が特に知られている。彼はほかに『フランス、あるいは完璧な王政 La France, ou la Monarchie parfaite 』なる著作の刊行も予告していたというが、実際に刊行されたかは定かではない。
なお、同時代の神秘主義者ジャン・ブロは、全くの別人である。